# Чуддики
Чуддики (также Чудики Шоу, англ. The Oddbods Show, в переводе телеканала Boomerang Оддбодики, англ. Oddbods) — сингапурско-британо-американский 3D-мультфильм, созданный в 2014 году. Он также является производством студий ONE ANIMATION и Moonbug Entertainment. В центре сюжета сериала восемь персонажей — Баблз, Пого, Ньют, Лулу, Джефф, Слик, Фьюз и Зи, одетые в меховые костюмы разных цветов. Сериал дебютировал в 2013 году, а первый сезон закончился в 2015 году. Каждый сезон состоит из 60 серий. Второй сезон вышел в 2016 году. Третий сезон вышел 4 апреля 2022 года на Netflix. Каждая серия относительно короткая, и транслировались эпизоды в различных форматах, включая одноминутные, пятиминутные и семиминутные серии.
С момента своего дебюта сериал получил несколько наград, в том числе премии Asian Television Awards, Apollo Awards, Gold Panda Awards и Web TV Asia Awards. В 2017 году фильм был номинирован на международную детскую премию «Эмми».

## Сюжет
В центре внимания сериала восемь существ в ярких меховых костюмах, называемых «Чудаками»: Фьюз, Пого, Ньют, Слик, Баблс, Джефф, Зи и Лулу.
Сюжетная линия каждого эпизода показывает, как эти персонажи «переживают опасности повседневной жизни, непреднамеренно превращая обычные ситуации в неожиданные, экстраординарные и всегда юмористические события». В эпизодах обычно используются физическая комедия и шутки между персонажами и последующими событиями.
Сериал был задуман как комедия без диалогов, которая, по словам создателей и сценаристов сериала, «отражает безумные, но очаровательные выходки Чудаков, которые празднуют успех там, где его находят, и спокойно относятся к неудачам. превратить „другое“ в позитивное, прославляя индивидуальность юмористическим, теплым и неожиданным образом».
Резюме сериала: «Embrace Your Inner Odd, There’s a Little Odd in Everyone!!»

## Персонажи
- Фьюз (красный) — У Фьюза есть проблемы с гневом, соответствующие его вспыльчивой внешности, а также он обладает удивительной силой и любит спорт или любую мужскую деятельность. Благодаря своей силе он может уничтожить что угодно, намеренно или случайно. У него также есть мягкая сторона к некоторым очаровательным вещам, таким как его мягкая детская игрушка, Мистер Снаффлс, и в то же время доброе сердце к своим друзьям.
- Слик (оранжевый) — крутой и заводной, но легко неуклюжий. Он также любит танцевать со своими друзьями на вечеринках и любит музыку, особенно музыку DJ. У него также большое эго. Он всегда пытается привлечь его внимание и стать популярным и особенно хочет получить отзывы от девочек.
- Баблз (желтый) — веселая, одна из главных Чуддиков, а также самая умная, так как она очарована как наукой, приключениями, так и великим неизведанным. Обычно она оптимистична и даже имеет некоторую женственность, как и ее лучшая подруга Ньюты. Она также человек, который стремится быть серьезным в области матчей и экзаменов, особенно со своей лучшей подругой Ньюты. Бабблз любопытная, очарованая, предприимчивая, смелая, умная и гордая.
- Зии (зеленый) — ленивый домосед, который обожает еду, телевизор и иногда видеоигры. Как и все Чуддики, он заботится о своих друзьях. Он сделает все, чтобы получить время и расслабиться, хотя иногда он может воспользоваться кем-то или чем-то, просто чтобы добиться своего. Он ненавидит овощи и физические упражнения. Он может быть озорным, пытаясь уклониться от того, что ему не нравится. У Зи аркофобия.
- Ньют (розовый) — она очень любит современные технологические устройства, в основном свой телефон, который она использует, чтобы делать селфи, но она может быть жестокой и очень злой, если у нее есть цель. Она также очень заботится о своих друзьях, застенчива, даже иногда помогает им, когда они не уверены в себе, и очень талантлива в различных вещах, таких как магия, рисование и даже гонки на картинге.
- Джефф (фиолетовый) — вежливый, немного яркий и очень утонченный джентльмен из Oddbods, любит порядок и дисциплину практически во всех отношениях. Несмотря на свою любовь к модным и шикарным вещам, у Джеффа обсессивно-компульсивное расстройство. У Джеффа есть причудливая и глупая сторона, которую он часто демонстрирует в различных случаях, особенно в отношении Зи.
- Пого (синий) — один из главных персонажей мультсериала и шутник среди Чуддиков. Он также довольно энергичен и может довольно быстро бегать. Несмотря на свою любовь к озорству, Пого глубоко заботится о своих друзьях.
- Лулу (голубой) — новый персонаж Чудиков, она впервые появилась в «Lulu’s Hero».

## Производство мультфильма

### Развитие
В интервью газете Manchester Evening News в 2016 году Ричард Томас, создатель Oddbods и креативный директор One Animation, рассказал, как он впервые придумал шоу:
It was the themes of friendship & personality that inspired the creation of Oddbods. I wanted them to have an aesthetic appeal, but underneath the simplistic design I wanted them to have 'relatable' depth of character; individuals with a heart and core personality that the viewer could relate to. The non-dialogue approach was very deliberate - it was important that the animation conveyed the emotion. Every nuance counts,  the eye dart, the raised eyebrow, the posture...it's the subtleties that bring the characters to life. The production process is intense but finely honed and we work with a huge and complex team of global animation professionals to bring the show to life;  from animators, to script-writers to design and lighting experts to the directors who shape all of the action. At a time when powerful forces seek to divide us because of our differences, the Oddbods are a small voice in opposition celebrating those differences and the joy and richness they can bring to our everyday lives.
На русском;
Именно темы дружбы и личности вдохновили на создание Oddbods. Я хотел, чтобы они имели эстетическую привлекательность, но под упрощенным дизайном я хотел, чтобы они имели «отзывчивую» глубину характера; люди с сердцем и основной личностью, которые могут быть близки зрителю. Бесдиалоговый подход был очень продуманным — важно, чтобы анимация передавала эмоции. Важен каждый нюанс: взгляд, поднятая бровь, поза... именно эти тонкости оживляют персонажей. Производственный процесс напряженный, но тщательно отточенный, и мы работаем с огромной и сложной командой профессионалов в области анимации со всего мира, чтобы воплотить шоу в жизнь; от аниматоров до сценаристов, экспертов по дизайну и освещению и режиссеров, которые формируют все действие. В то время, когда могущественные силы стремятся разделить нас из-за наших различий, Oddbods — это маленький голос оппозиции, прославляющий эти различия, а также радость и богатство, которые они могут привнести в нашу повседневную жизнь.

### Саундтрек
Саундтрек написан Кристин Орн Дируд.

### One Animation
One Animation Pte Ltd, основанная в 2008 году, является сингапурской анимационной студией компьютерной графики, расположенной в субзоне Александра района Букит Мера. В мае 2022 года One Animation была приобретена компанией Candle Media Moonbug Entertainment. Почти два года спустя, в феврале 2024 года, Moonbug официально закрыла One Animation.

## МиниЧуддики
МинниЧуддики — это спин-офф сериала «Чуддики», в котором пять из семи главных персонажей «Чуддики» представлены малышами, а также новый персонаж, Лулу. Премьера состоялась 15 апреля 2023 года на YouTube-канале сериала, выпущено 39 серий.

## Прием мультфильма

### Рейтинги
В 2015 году «Чуддики» было одним из самых рейтинговых детских телешоу в Великобритании по количеству зрителей. Это было одно из пяти лучших шоу CiTV в первом квартале 2016 года.

### Awards
- 2014: Лучшая 3D-анимация на Television Asia Plus[14]
- 2014: Лучшая 3D-анимация на Television Asia Plus[14]
- 2014: Apollo Awards: 3D-анимация[15]
- 2015: Награда Sichuan TV Festival 'God Panda': лучший анимационный персонаж[16]
- 2016: Награды веб-телевидения Азии
- 2017: International Emmy Kids Awards (Номинант)
- 2019: International Emmy Kids Awards (Номинант)
- 2020: International Emmy Kids Awards (Номинант)

## Трансляция
В России мультсериал транслировался на телеканале «Карусель», затем в 2017—2019 годах мультфильм транслировался на телеканале Boomerang.